# アスラール・アリクロフ
アスラール・チョリエヴィチ・アリクロフ (ウズベク語: Asror Chorievich Aliqulov / Асрор Чориевич Аликулов、1978年9月12日- ) は、ウズベキスタン出身の元プロサッカー選手、サッカー指導者である。現役時代のポジションはDF。「アスラル・アリクロフ」や「アスロル・アリクロフ」と表記されることもある。

## 概要
アリクロフは1999年よりサッカーウズベキスタン代表に招集されており、これまでの代表キャップ数は63である。また、AFCアジアカップ2004やAFCアジアカップ2007にも出場している。